# Бустаміт
Бустамі́т (рос. бустамит; англ. bustamite; нім. Bustamit m) — мінерал, силікат магнію і кальцію ланцюжкової будови з групи піроксеноїдів.

## Загальний опис
Хімічна формула: 3[(Mn, Ca, Fe)SiO3]. За іншою версією — Ca3Mn3[Si3O9]2. Склад у %: CaO — 18,16; MnO — 31,65; SiO2 — 47,66. Домішки: MgO, FeO, BaO, Na2O, K2O.
Сингонія триклінна.
Густина 3,1—3,4.
Твердість 6—6,5.
Колір білий, зеленуватий, рожевий.
Блиск скляний.
Утворює зернисті, радіально-волокнисті агрегати. Зустрічається в марганцеворудних тілах в асоціації з іншими марганцевими мінералами.
Родовища: Франклін (шт. Нью-Джерсі, США), о. Скай, п-ів Корнуол (Велика Британія), Брокен-Гілс (Новий Південний Уельс, Австралія), Гарц (ФРН), Новара (Італія), Івате (Японія) і Лонгбан (Швеція). Зустрічається також в Нижньотагільському районі (Урал) разом з родонітом, марганцевим ґранатом, карбонатами. Порівняно рідкісний.